# ستيفي وليامز
ستيفي وليامز (بالإنجليزية: Stevie Williams)‏ هو متزلج لوحي أمريكي، ولد في 17 ديسمبر 1979 في فيلادلفيا في الولايات المتحدة.

## وصلات خارجية
- ستيفي وليامز على موقع IMDb (الإنجليزية)
- ستيفي وليامز على موقع قاعدة بيانات الفيلم (الإنجليزية)